# Ben Fouhy
Ben Fouhy, född den 4 mars 1979 i Pukekohe, Nya Zeeland, är en australisk kanotist.
Han tog OS-silver i K-1 1000 meter i samband med de olympiska kanottävlingarna 2004 i Aten.